# ハリー・ポリット
ハリー・ポリット（Harry Pollitt、1890年11月22日 - 1960年6月27日）は、イギリス共産党の書記長を20年間務めた人物。

## 初期の活動
1919年ポリットは、ロシア革命に対する資本主義諸国の干渉への反対運動に加わった。終戦後、彼はイギリスの社会主義政党の一つでシルヴィア・パンカースト率いる社会主義労働者連盟(のちのイギリス共産党)に加わった。1920年、社会主義労働者連盟が共産党に発展的解消すると、パンカーストはすぐに離党したが、ポリットは党に残った。
1924年から1929年まで労働組合のオルグを行った後、1929年、彼は書記長に選出された。また、1936年には、スペイン内戦下の人民戦線政府を支援するため、イギリス人義勇兵部隊「トム・マン部隊」を送り、後におよそ1700人からなる「イギリス人大隊」を派遣した。

## スターリン主義
ポリットはソビエト共産党及びヨシフ・スターリンに忠実で、モスクワ裁判を支持していた。しかし、ソビエト連邦の崩壊後に公開された資料によれば、モスクワではNKVDがハリー・ポリットを逮捕して裁判にかける動きがあった。この動きは、理由は不明だが途中で中止された。西側諸国の世論に配慮したものと推測されている。

## スターリン批判以後
1956年、ニキータ・フルシチョフがスターリンを批判すると、多くの党員がイギリス共産党を離党し、ポリットは長年スターリンに忠誠を尽くしてきたことを後悔した。同年、ソビエトがハンガリー動乱を武力鎮圧すると、エドワード・パルマー・トムスンら知識人たちが党を離れていった。やがて、党内では内部改革が行われる中、1960年、脳内出血により死去。